# Фалль, Тако
Эльхаджи Тако Серень Дьоп Фалль (фр. Elhadji Tacko Sereigne Diop Fall; род. 10 декабря 1995, Дакар, Сенегал) — сенегальский профессиональный баскетболист, играющий на позиции центрового за «Нью-Зиланд Брейкерс».
Фалль родился и вырос в Дакаре (Сенегал) и переехал в США в возрасте 16 лет. В студенчестве играл за Университет Центральной Флориды. В 2019 году выставил свою кандидатуру на драфт НБА, где его никто не выбрал, но позже с ним подписал контракт «Бостон Селтикс».
Фалль является самым высоким действующим игроком НБА и одним из самых высоких живущих людей. При измерении перед драфтом он установил рекорды НБА за всё время, став самым высоким игроком вместе с обувью (7 футов 7 дюймов — 2,31 м), имея самый большой размах рук (8 футов 2,25 дюйма — 2,5 м) и наивысшую точку касания (10 футов 2,5 дюйма — 3,11 м). Позже он был измерен без обуви в 7 футов 6 дюймов (2,29 м), таким образом, НБА указывает его рост как 7 футов 6 дюймов.

## Ранние годы
Фалль родился и вырос в Дакаре (Сенегал). Изначально он играл в футбол и не интересовался баскетболом. Он посещал Международный институт спортивной подготовки в Дакаре, известный как ISTI-Дакар. В 2011 году сенегальский тренер по баскетболу Ибрахима Н’Диай, брат бывшего игрока НБА Мамаду Н’Диайя, услышал от друга об исключительно высоком подростке, которого он видел играющим с друзьями на местной улице. Ибрахима посетил дом 15-летнего Фалля, рост которого уже составлял 7 футов 3 дюйма (2,21 м), и убедил его мать позволить Тако начать посещать баскетбольную академию Н’Диай. В возрасте 16 лет он переехал в США. Сначала он играл в баскетбольной организации в Хьюстоне (Техас) и тренировался с членом Зала славы баскетбола Хакимом Оладжьювоном.
Когда он играл за школу, его рост указывался как 7 футов 6 дюймов (2,29 м) и, как утверждается, он всё ещё рос в течение его выпускного года, что делает его самым высоким баскетболистом старших школ в стране. Из-за своего роста Фалль был одним из наиболее чаще просматриваемых скаутами центровых старших школ. Фалль играл за школу Джеймис Хаус Чартер в Хьюстоне и выиграл с ней чемпионат штата, после чего попал в сборную всех звёзд ISTI, в которой провёл летние соревнования, а также принял участие в лиге EYBL за команду Each 1 Teach 1, где он играл вместе с Антонио Блэкни и Беном Симмонсом. Он также играл в нескольких сертифицированных NCAA турнирах, в том числе в лагере NBPA Top 100 в Шарлотсвилле (Виргиния). Позже Фалль посещал христианскую подготовительную школу Либерти в Таваресе (Флорида). В 2015 году, в выпускном классе, Фалль набирал в среднем за игру 20 очков, 15 подборов и 5,1 блок-шота. По окончании школы, Фалль выбрал Университет Центральной Флориды в Орландо (Флорида), который официально подписал его 28 октября 2014 года, при этом почти сорок различных университетов проявляли к нему интерес.

## Карьера в колледже
Фалль играл центровым за университетскую команду «ЮСФ Найтс» под руководством главного тренера Донни Джонса. В игре против Ирвайна он встретился с коллегой-гигантом Мамаду Н’Диайем (не имеющим отношения к бывшему игроку НБА с таким же именем), рост которого 7 футов 6 дюймов (2,29 м). Матч стал самым «высоким» в истории университетского баскетбола США. Оба игрока родом из Дакара. На втором курсе Фалль стал самым высоким игроком в университетском баскетболе после того, как Н’Диай объявил о том, что выставил свою кандидатуру на драфт НБА 2016 года. Во время своего второго курса Фалль значительно улучшил свой стиль игры. В 2017 году Фалль получил звание «Лучший защищающийся игрок года» Американской спортивной конференции (АСК). Фалль занял второе место в национальном рейтинге по количеству очков с игры с января 2017 года. 5 апреля 2017 года Фалль объявил, что выставляет свою кандидатуру на драфт НБА 2017 года, с возможностью возвращения в Центральную Флориду, доступной ему до конца драфта этого года. 24 мая 2017 года Фалль снял свою кандидатуру с драфта, чтобы вернуться в университет на третий курс. В течение третьего курса Фалль повредил плечо, сыграв только в 16 играх, всего 351 минуту. Перед четвёртым курсом Фалль был выбран во вторую предсезонную сборную звёзд АСК. В этом сезоне «Найтс» отобрались на Турнир NCAA и одержали свою первую в истории программы победу над университетом Содружества Виргинии. В своей последней игре Фалль набрал 15 очков и 6 подборов в матче с Дьюком, проигранном 76:77.

## Профессиональная карьера
После окончания университета Фалль был назван одним из 80 участников (40 из которых представляли кандидатов в НБА) для элитного лагеря Джи-Лиги НБА 12-14 мая. К концу лагеря Фалль был переведён в драфтовый комбинат НБА в качестве одного из дополнительных 11 участников. В рамках комбайна он установил новые рекорды лагеря, включая рост (который сравнивался с бывшим игроком НБА Мануте Болом), размах рук и радиус стояния.

### Бостон Селтикс (2019—2021)
Несмотря на то, что его никто не выбрал на драфте НБА 2019 года, 21 июня с ним подписал контракт «Бостон Селтикс». Фалль играл за «Селтикс» во время Летней лиги НБА 2019 года, набрав 6 очков и 4 подбора в своей первой игре; во второй — 12 очков и 1 подбор. Также он сделал по одному блок-шоту в обеих играх. Фалль провёл в Летней лиге все пять игр «Селтикс», набирая в среднем 7,2 очка, 4 подбора, 1,4 блок-шота и 77 % очков с игры.
25 июля 2019 года «Селтикс» официально объявили, что подписали Фалль. 13 октября 2019 года «Селтикс» заявили, что подписали Фалля на двусторонний контракт, дающий ему право также играть за их фарм-клубом в Джи-Лиге «Мэн Ред Клоз». Фалль дебютировал за «Селтикс» 26 октября в игре против «Нью-Йорк Никс» в Мэдисон Сквер Гарден. Он сыграл 4 минуты, набрав 4 очка и 3 подбора, и его первые очки были набраны благодаря данку стоя.
В Джи-Лиге Фалль набирал в среднем за игру дабл-дабл 12,9 очков и 11,1 подборов. Он был выбран в сборную лучших защищающихся игроков года почти с тремя блоками за игру.
23 ноября 2020 года Фалль повторно подписал с «Бостоном» двусторонний контракт, что позволило ему играть за «Селтикс» и «Ред Клоз» в сезоне 2020/2021.
15 января 2021 года Фалль набрал рекордные для себя 6 очков, а также 5 подборов и 1 блок-шот в матче против «Орландо Мэджик». 5 мая против того же «Орландо» он записал на свой счёт рекордные для себя в сезоне 4 блок-шота. 16 мая Фалль сделал 8 подборов, что стало его лучшим показателем в сезоне, в матче против «Нью-Йорк Никс». Несмотря на двусторонний контракт, Фалль ни разу не играл в Джи-Лиге в сезоне 2020/21 из-за того, что «Ред Клоз» отказались от участия из-за пандемии COVID-19. Он также стал лидером в «Селтикс» по проценту бросков с игры второй сезон подряд.

### Кливленд Кавальерс (2021—2022)
27 сентября 2021 года Фалль подписал контракт с «Кливленд Кавальерс». 16 октября его сделка была преобразована в двусторонний контракт с возможностью выступать за фарм-клуб «Кливленд Чардж» в Джи-Лиге. 11 ноября Фалль дебютировал в составе «Чардж», набрав за 29 минут игры 23 очка, 12 подборов и 3 блок-шота. 22 декабря Фалль первый раз в своей карьере в НБА вышел в старте в матче против своей бывшей команды «Бостон Селтикс», набрав 4 очка и 10 подборов, что стало для него лучшим результатом в сезоне.
9 января 2022 года «Кавальерс» отказались от Фалля.

### Кливленд Чардж (2022)
12 января 2022 года Фалль был вновь подписан командой «Кливленд Чардж».

### Синьцзян Флаинг Тайгерс (2022—2023)
24 августа 2022 года Фалль подписал однолетний контракт с китайской командой «Синьцзян Флаинг Тайгерс».
30 июня 2023 года Фалль был включен в состав команды «Милуоки Бакс» для выступления в Летней лиге.

### Нанкин Манки Кингс (2023—2024)
8 августа 2023 года Фалль перешёл из «Синьцзяна» в «Нанкин Манки Кингс». После сезона CBA он, как сообщалось, подписал контракт с «Пиратас де Кебрадильяс» из Пуэрто-Рико.

### Нью-Зиланд Брейкерс (с 2024)
В сентябре 2024 года Фалль присоединился к «Нью-Зиланд Брейкерс», выступающего в Национальной баскетбольной лиге, для трёхматчевого тура клуба по США Он пропустил все три игры из-за травмы квадрицепса Фалль вернулся с «Брейкерс» в Новую Зеландию, где тренировался с командой. 26 ноября 2024 года он подписал двухлетний контракт с «Брейкерс».

## Личная жизнь
Фалль — набожный мусульманин, он выбрал майку с номером 99 в «Селтикс» в качестве ссылки на 99 имён Аллаха. Он не единственный высокий член своей семьи, его младший брат, как сообщается, был 5 футов 9 дюймов (1,75 м) в возрасте 7 лет, в то время как два его дяди — 6 футов 8 дюймов (2,03 м), но его рост выделяется даже среди них. Он имел средний балл (GPA) 4.0 в старшей школе, при прохождении уроков математики и естественных наук. Уже через восемь месяцев проживания в США он свободно говорил по-английски и набрал 95 % по SAT (стандартизованный тест для приёма в ВУЗ). Он изучал информатику в университете Центральной Флориды и изначально стремился стать инженером электронных компаний, таких как Siemens или Microsoft.

## Статистика

### Статистика в НБА
| Сезон                                                                                    | Команда  | Регулярный сезон | Регулярный сезон | Регулярный сезон | Регулярный сезон | Регулярный сезон | Регулярный сезон | Регулярный сезон | Регулярный сезон | Регулярный сезон | Регулярный сезон | Регулярный сезон | Серия плей-офф | Серия плей-офф | Серия плей-офф | Серия плей-офф | Серия плей-офф | Серия плей-офф | Серия плей-офф | Серия плей-офф | Серия плей-офф | Серия плей-офф | Серия плей-офф |
| Сезон                                                                                    | Команда  | GP               | GS               | MPG              | FG%              | 3P%              | FT%              | RPG              | APG              | SPG              | BPG              | PPG              | GP             | GS             | MPG            | FG%            | 3P%            | FT%            | RPG            | APG            | SPG            | BPG            | PPG            |
| ---------------------------------------------------------------------------------------- | -------- | ---------------- | ---------------- | ---------------- | ---------------- | ---------------- | ---------------- | ---------------- | ---------------- | ---------------- | ---------------- | ---------------- | -------------- | -------------- | -------------- | -------------- | -------------- | -------------- | -------------- | -------------- | -------------- | -------------- | -------------- |
| 2019/20                                                                                  | Бостон   | 7                | 0                | 4,7              | 78,6             | -                | 33,3             | 2,1              | 0,1              | 0,1              | 0,6              | 3,3              | 2              | 0              | 1,5            | 100,0          | -              | 50,0           | 0,5            | 0,0            | 0,0            | 0,0            | 1,5            |
| 2020/21                                                                                  | Бостон   | 19               | 0                | 7,2              | 72,4             | -                | 33,3             | 2,7              | 0,2              | 0,1              | 1,1              | 2,5              | 1              | 0              | 1,0            | -              | -              | -              | 1,0            | 0,0            | 0,0            | 0,0            | 0,0            |
| 2021/22                                                                                  | Кливленд | 11               | 1                | 5,4              | 41,7             | -                | 28,6             | 2,1              | 0,2              | 0,0              | 0,5              | 1,1              | Не участвовал  | Не участвовал  | Не участвовал  | Не участвовал  | Не участвовал  | Не участвовал  | Не участвовал  | Не участвовал  | Не участвовал  | Не участвовал  | Не участвовал  |
|                                                                                          | Всего    | 37               | 1                | 6,2              | 67,3             | -                | 32,0             | 2,4              | 0,2              | 0,1              | 0,8              | 2,2              | 3              | 0              | 1,3            | 100,0          | -              | 50,0           | 0,7            | 0,0            | 0,0            | 0,0            | 1,0            |
| Наведите курсор мыши на аббревиатуры в заголовке таблицы, чтобы прочесть их расшифровку. |          |                  |                  |                  |                  |                  |                  |                  |                  |                  |                  |                  |                |                |                |                |                |                |                |                |                |                |                |

### Статистика в Джи-Лиге
| Сезон                                                                                    | Команда        | Регулярный сезон | Регулярный сезон | Регулярный сезон | Регулярный сезон | Регулярный сезон | Регулярный сезон | Регулярный сезон | Регулярный сезон | Регулярный сезон | Регулярный сезон | Регулярный сезон | Серия плей-офф | Серия плей-офф | Серия плей-офф | Серия плей-офф | Серия плей-офф | Серия плей-офф | Серия плей-офф | Серия плей-офф | Серия плей-офф | Серия плей-офф | Серия плей-офф |
| Сезон                                                                                    | Команда        | GP               | GS               | MPG              | FG%              | 3P%              | FT%              | RPG              | APG              | SPG              | BPG              | PPG              | GP             | GS             | MPG            | FG%            | 3P%            | FT%            | RPG            | APG            | SPG            | BPG            | PPG            |
| ---------------------------------------------------------------------------------------- | -------------- | ---------------- | ---------------- | ---------------- | ---------------- | ---------------- | ---------------- | ---------------- | ---------------- | ---------------- | ---------------- | ---------------- | -------------- | -------------- | -------------- | -------------- | -------------- | -------------- | -------------- | -------------- | -------------- | -------------- | -------------- |
| 2019/20                                                                                  | Мэн Ред Клоз   | 29               | 11               | 23,3             | 70,1             | -                | 38,4             | 11,3             | 0,8              | 0,1              | 3,1              | 12,9             | Не участвовал  | Не участвовал  | Не участвовал  | Не участвовал  | Не участвовал  | Не участвовал  | Не участвовал  | Не участвовал  | Не участвовал  | Не участвовал  | Не участвовал  |
| 2021/22                                                                                  | Кливленд Чардж | 31               | 26               | 26,7             | 75,5             | 50,0             | 56,1             | 10,9             | 0,6              | 0,3              | 2,8              | 15,8             | Не участвовал  | Не участвовал  | Не участвовал  | Не участвовал  | Не участвовал  | Не участвовал  | Не участвовал  | Не участвовал  | Не участвовал  | Не участвовал  | Не участвовал  |
|                                                                                          | Всего          | 60               | 37               | 25,1             | 73,0             | 50,0             | 47,7             | 11,1             | 0,7              | 0,2              | 2,9              | 14,4             | Не участвовал  | Не участвовал  | Не участвовал  | Не участвовал  | Не участвовал  | Не участвовал  | Не участвовал  | Не участвовал  | Не участвовал  | Не участвовал  | Не участвовал  |
| Наведите курсор мыши на аббревиатуры в заголовке таблицы, чтобы прочесть их расшифровку. |                |                  |                  |                  |                  |                  |                  |                  |                  |                  |                  |                  |                |                |                |                |                |                |                |                |                |                |                |

### Статистика в NCAA
| Сезон | Команда   | Conf  | Class | GP  | GS  | MPG  | FG%  | 3P% | FT%  | RPG | APG | SPG | BPG | PPG  |
| --- | --------- | ----- | ----- | --- | --- | ---- | ---- | --- | ---- | --- | --- | --- | --- | ---- |
| 2015/16 | ЮСФ Найтс | AAC   | FR    | 30  | 26  | 17,6 | 75,0 |     | 55,8 | 5,9 | 0,3 | 0,1 | 2,3 | 7,4  |
| 2016/17 | ЮСФ Найтс | AAC   | SO    | 36  | 36  | 26,3 | 71,5 | 0,0 | 46,2 | 9,5 | 0,6 | 0,3 | 2,6 | 10,9 |
| 2017/18 | ЮСФ Найтс | AAC   | JR    | 16  | 15  | 21,9 | 76,7 |     | 46,0 | 7,3 | 0,3 | 0,3 | 1,9 | 11,3 |
| 2018/19 | ЮСФ Найтс | AAC   | SR    | 33  | 33  | 24,9 | 74,8 |     | 36,2 | 7,6 | 0,5 | 0,2 | 2,6 | 11,1 |
| Всего | Всего     | Всего | Всего | 115 | 110 | 23,0 | 74,0 | 0,0 | 43,2 | 7,7 | 0,4 | 0,2 | 2,4 | 10,1 |
| Наведите курсор мыши на аббревиатуры в заголовке таблицы, чтобы прочесть их расшифровку Статистика приведена с сайта sports-reference.com |           |       |       |     |     |      |      |     |      |     |     |     |     |      |